# Kaminski-Nunatak
Der Kaminski-Nunatak ist ein kegelförmiger und 1690 m hoher Nunatak im westantarktischen Queen Elizabeth Land. In der Neptune Range der Pensacola Mountains ragt er 2,5 km südöstlich der Rivas Peaks auf.
Der United States Geological Survey kartierte ihn anhand eigener Vermessungen und Luftaufnahmen der United States Navy aus den Jahren von 1956 bis 1966. Das Advisory Committee on Antarctic Names benannte ihn 1968 nach Francis Kaminski, Aerograph auf der Ellsworth-Station im antarktischen Winter 1957.